# Route nationale 177
Pour les articles homonymes, voir Route 177.
La route nationale 177, ou RN 177, est une ancienne route nationale française reliant Pont-l'Évêque à Trouville-sur-Mer. Il s'agit, en fait, d'une section de l'ex-RN 834. Depuis 2006, la route a été déclassée et elle s'appelle RD 677.
Avant la réforme de 1972, la RN 177 reliait Villers-Bocage à Redon. Elle a été déclassée en RD 577 dans le Calvados, en RD 977 dans la Manche et en RD 177 en Ille-et-Vilaine. La portion Fougères-Rennes, qui était devenue une portion de la RN 12 lorsque celle-ci eut changé d'itinéraire, est devenue la RD 812 lors de la construction de l'A 84.

## De Pont-l'Évêque à Trouville-sur-Mer (de 1972 à 2006)
Les communes traversées sont :
- Pont-l'Évêque
- Coudray-Rabut
- Saint-Martin-aux-Chartrains
- Canapville
- Le Douet Vacu, commune de Bonneville-sur-Touques
- Touques
- Trouville-sur-Mer

## Ancien tracé de Villers-Bocage à Redon (jusqu'en 1972)

### De Villers-Bocage à Fougères
Les communes traversées sont :
- Villers-Bocage D 577 (km 0)
- Jurques, commune déléguée de Dialan sur Chaîne (km 9)
- Le Mesnil-Auzouf, commune déléguée de Dialan sur Chaîne (km 14)
- Montamy, commune déléguée de Souleuvre en Bocage (km 16)
- Vire, commune déléguée de Vire Normandie (km 34)
- Saint-Germain-de-Tallevende-la-Lande-Vaumont, commune déléguée de Vire Normandie D 577 (km 38)
- Sourdeval D 977 (km 48)
- Mortain, commune déléguée de Mortain-Bocage (km 59)
- Parigny, commune déléguée de Grandparigny (km 72)
- Saint-Hilaire-du-Harcouët (km 74)
- Les Loges-Marchis D 977 (km 79)
- Louvigné-du-Désert D 177 (km 86)
- Landéan (km 94)
- Fougères D 177 (km 101)

### De Fougères à Redon
Les communes traversées sont :
- Fougères D 812 (km 101)
- Romagné (km 108)
- Saint-Jean-sur-Couesnon (km 117)
- Saint-Aubin-du-Cormier (km 121)
- Liffré (km 131)
- Thorigné-Fouillard D 812 (km 140)
- Rennes D 177 (km 151)
- Saint-Jacques-de-la-Lande (km 153)
- Guichen (km 171)
- Guignen (km 178)
- Lohéac (km 184)
- Renac (km 202)
- Redon D 177 (km 214)